# 테일러 키치
테일러 키치(Taylor Kitsch, 1981년 4월 8일)는 캐나다의 배우이다.

## 출연 작품

### 영화
- 어쌔신: 더 비기닝 (American Assassin) - 고스트 역
- 21 브릿지: 테러 셧다운 (21 Bridges) - 레이 역

### 텔레비전
- 웨이코 (2018)